# Alfred Rosenthal (Journalist)
Alfred „Aros“ Rosenthal (* 24. April 1888 in Düsseldorf; † 23. August 1942 in Riga-Šķirotava) war ein deutscher Filmjournalist und Filmlobbyist.

## Leben und Wirken
Er wurde in Düsseldorf als Sohn einer Metzgersfamilie geboren und besuchte im Alter zwischen 12 und 15 Jahren die Israelitische Erziehungsanstalt zu Ahlem bei Hannover. Dieser blieb er zeit seines Lebens verbunden. Später besuchte er die Akademie des Schauspielhauses Düsseldorf.
1908 trat er im Alter von 20 Jahren in die Redaktion der ersten deutschen Filmfachzeitschrift Der Kinematograph ein, für das er im Jahr 1910 von Konstantinopel aus über die Entwicklung des Films in der Türkei, Serbien, Ungarn und Bulgarien berichtete. Zusätzlich veröffentlichte Artikel er ab 1913 in der Zeitschrift Bild und Film – Zeitschrift für Lichtbildnerei und Kinematographie und die beiden Bände Des Handwerksmannes Lust und Leid sowie Aus großer Zeit in der Reihe Volkskunst-Bücherei.
Zwischen 1913 und 1914, nach bestandener Lehrerprüfung, war er kurzzeitig im Schuldienst in Konstantinopel tätig. Er kehrte allerdings wieder nach Düsseldorf in die Redaktion des Kinematograph zurück, wo er die erste wissenschaftliche Filmrubrik einführte. Außerdem wurde er Mitbegründer und Vorsitzender des Provinzialverbandes Rheinland-Westfalen des Verbandes zur Wahrung gemeinsamer Interessen der Kinematographie und verwandter Branchen zu Berlin e.V. Ab Mitte 1916 führte er zusammen mit dem Kritiker Lorenz Pieper die Brüsseler Filiale der Film-Export Gesellschaft aus Düsseldorf.

### Erster Weltkrieg
Im Ersten Weltkrieg war Alfred Rosenthal als Gefreiter der 7. Kompanie des Füsilierregiments 39 in den Dienst der Kaiserlichen Armee eingetreten. Am 16. August 1916 wurde er in Verdun schwer verletzt, schrieb allerdings noch vom Krankenbett Beiträge für den Kinematograph.
Nach dem Krieg entwickelte er sich zum viel beschäftigten Multifunktionär in Sachen Film. Er war als Delegierter des Rheinisch-Westfälischen Filmverleiher-Verbandes in Berlin als auch als Pressesprecher des Bioscop-Concerns/Rheinische Lichtbild AG tätig. 1919 gehörte er zu den Gründern und Redakteuren der Zeitschrift Der schwarze Bär. Neues aus der Welt des Films und war als Autor für die Zeitschrift Film und Brettl.

### Die erfolgreichen 1920er
Am 15. Oktober 1920 heiratete Alfred Rosenthal die 27 Jahre alte Gertrud Franck in Düsseldorf und zog daraufhin mit ihr nach Berlin. Dort gründete er die Deutschen Film-Zeitungsdienst GmbH und die Radio-Film AG, deren Aufsichtsratsvorsitzender er wurde. Gegen Ende 1920 wurde er der Leiter des Filmdezernats vom Verlag August Scherl. Dort führte er die erste Filmbeilage in einer deutschen Tageszeitung ein, das montags erscheinende Film-Echo im Berliner Lokal-Anzeiger. Außerdem war er verantwortlich für die Zeitschriften Sport im Bild und Export-Woche, auch das später in Film-Welt umbenannte Film-Magazin wurde von ihm konzipiert. Gemeinsam mit der Ala-Anzeigen AG brachte er das Handbuch der internationalen Filmpresse heraus, ein bis heute gültiges Standardwerk.
Von 1923 an wurde er der Chefredakteur des Der Kinematograph, modernisierte dessen Erscheinungsbild und legte den Schwerpunkt dabei auf die Filmkritik. Er verfasste von da ab wöchentlich den filmpolitischen Leitartikel im Kinematograph. Während er als Filmkritiker vor allem im Film-Echo seine Bewertungen schrieb, war er als erster Mann des Kinematograph in den großen Publikationen der Branche als Autor vertreten. Die Zeitung gehörte zum antidemokratischen Hugenberg-Konzern, einem Steigbügelhalter für die Nationalsozialisten.
Um 1932 veröffentlichte Rosenthal unter seinem Pseudonym „Aros“ mehrere Ausgaben der Illustrierten Filmbücher des Berliner Scherl-Verlages, u. a.: Renate Müller. Ihr Werden und Wirken. (Illustrierte Filmbücher, Bd. 5, Berlin: Scherl).

### Die Flucht vor dem Antisemitismus
Durch die sich zuspitzende innenpolitische Situation in Deutschland Ende der 1920er, Anfang der 1930er wurde Alfred Rosenthal immer häufiger persönlich in der rechten Presse von antisemitischen Autoren angegriffen. Die letzte Ausgabe des Kinematograph unter der Verantwortung von Alfred Rosenthal erschien am 31. März 1933. Alfred Rosenthal wurde als Jude entlassen. Die Zeitschrift wurde nach Schaffung des Reichsministeriums für Volksaufklärung und Propaganda mit dem Rest der Presse gleichgeschaltet.
Nach dem 31. März 1933 emigrierte Alfred Rosenthal mit seiner Frau und seinem Sohn nach Paris. Gertrud Rosenthal und ihrem Sohn gelang es, Mitte der 1930er Jahre in die USA emigrieren. Im Jahr 1935 war Alfred Rosenthal in Wien, um dort eine österreichische Filmbank zu gründen. Dort wurde er, ohne Beruf und Einkommen, angeblich beim Scheckbetrug erwischt. 1937 wurde er von Österreich nach Prag abgeschoben. Von dort unternahm er Versuche, nach England zu emigrieren, die allerdings alle am fehlenden Geld und Beschäftigungsmöglichkeiten scheiterten.

### Ermordung durch die SS
Rosenthal wurde am 20. August 1942 aus dem Ghetto von Theresienstadt nach Riga deportiert, wo er unmittelbar nach Ankunft mit den anderen 598 weiblichen und 398 männlichen deportierten Juden von der SS zu den Exekutionsstätten gebracht und ermordet wurde. Zusammen mit den anderen Opfern wurde er dort in einem Massengrab verscharrt.

### Werke
- Kulturgeschichtliche Betrachtungen für Weltleute. Vahlen, Berlin 1932
- Renate Müller: Ihr Werden u. Wirken. Scherl, Berlin 1932, unter dem Pseudonym Aros
- Käthe von Nagy : Die Geschichte e. Karriere mit Hindernissen. Scherl, Berlin 1932, unter dem Pseudonym Aros
- Lucie Englisch : Die Geschichte e. erfolgreichen Karriere. Scherl, Berlin 1932, unter dem Pseudonym Aros
- Fritz Kampers : Ein Schauspielerleben. Scherl Berlin 1932. unter dem Pseudonym Aros
- Greta Garbo : Ihr Weg von Stockholm bis Hollywood. Scherl, Berlin 1932, unter dem Pseudonym Aros
- Gustav Fröhlich : Der Mensch u. d. Künstler. Scherl, Berlin 1932, unter dem Pseudonym Aros
- Marlene Dietrich : Ein interessantes Künstlerschicksal. Scherl, Berlin 1932, unter dem Pseudonym Aros
- Lil Dagover : Der Werdegang e. schönen Frau. Scherl, Berlin 1932, unter dem Pseudonym Aros
- Harry Liedtke : Ein Leben f. d. Film. Scherl, Berlin 1931, unter dem Pseudonym Aros
- Lilian Harvey : Ein Querschnitt durch ihr Werden u. Wirken. Scherl, Berlin 1931, unter dem Pseudonym Aros
- Willy Fritsch : Die Geschichte e. glückhaften Karriere. Scherl, Berlin 1931, unter dem Pseudonym Aros
- Hans Albers : Wie er ist u. wie er wurde. Scherl, Berlin 1931, unter dem Pseudonym Aros
- Das deutsche Lichtbild-Buch : Filmprobleme von gestern u. heute. Redaktionelle Leitg: Alfred Rosenthal, Hrsg. Heinrich Pfeiffer, Scherl, Berlin 1924
- Handbuch der internationalen Filmpresse : Ein Nachschlagebuch über Publikationsmöglichkeiten in d. Fachpresse unter Mitw. führender Persönlichkeiten d. Filmindustrie. Ala, Berlin um 1921